# Ты супер!
«Ты супер!» — детско-музыкальное телешоу, в котором принимают участие дети, оставшиеся без попечения родителей.
Производством проекта занимаются компании «ВайТ Медиа» и «Студия ЦТ».
Заочные отборочные туры начались в декабре 2016 года и прошли не только на территории России, но и всех стран бывшего СССР. Первый тур очного конкурса стартовал 11 февраля 2017 года на НТВ. С этого дня НТВ официально стал территорией живого звука.
Участниками проекта являются воспитанники детских домов, школ-интернатов и дети из приёмных и опекунских семей в возрасте от 7 до 18 лет.
Финальный концерт состоялся 26 мая 2017 года его телеэфир на день позже в Государственном Кремлёвском дворце. Победителем конкурса стала 12-летняя Валерия Адлейба из Абхазии. Право попасть в финальный отборочный тур детского «Евровидения» получил Кирилл Есин, а возможность участвовать в детской «Новой волне» — Евгений Бойцов и Валерия Адлейба. Приз зрительских симпатий достался Зое Чижковой. Другие финалисты и участники также получили разнообразные призы. Кроме того, некоторые конкурсанты будут принимать участие в постановке мюзикла «Республика ШКИД».
22 мая 2017 года на пресс-конференции в МИА «Россия сегодня» продюсер проекта Тимур Вайнштейн объявил о продолжении проекта.
Премьера танцевального конкурса «Ты супер! Танцы» состоялась 2 сентября 2017 года в 20:00 на НТВ. Ведущим танцевального конкурса стал Александр Олешко, его помощницей — Ольга Жук.
Также, в рамках программ «Сегодня», «Итоги дня» и «Деловое утро» выходили сюжеты о жизни участников шоу, которые были подготовлены корреспондентом Анастасией Пак. Помимо этого, НТВ транслировал премии, фестивали и конкурсы с участниками этого шоу, среди которых фестиваль «Детская Новая Волна» (с 2017 года), международный конкурс песни «Детское Евровидение — 2019» из Польши и музыкальная премия «ЖАРА Kids Awards — 2021».
Специально для проекта был написан гимн «Ты супер!» (музыка Руслана Квинты и слова Виталия Куровского в проекте «Ты супер! Танцы» исполнялась в обработке Евгения Рудина (DJ Грув)).
16 мая 2021 года состоялась премьера конкурса «Ты супер! 60+», в котором участвуют люди старше 60 лет, оказавшиеся без поддержки родных и близких.

## Правила
На очном этапе выступление участников оценивают четыре члена жюри, они голосуют за прохождение претендента в следующий тур нажатием кнопки. В первом туре нужно получить не менее трёх голосов в этом случае сцена окрашивается в зелёный цвет и участник проходит в следующий этап. Если нужное количество голосов не было получено, сцена становится красной и участник выбывает.
Во втором туре каждый претендент должен был также набрать не менее трёх голосов, после чего он отправляется в комнату ожидания. В конце выпуска среди всех отобранных участников каждый из членов жюри выбирает по одному, который пройдёт в полуфинал.
В полуфинале претенденты попадают в комнату ожидания только в этом случае, если все члены жюри нажали кнопки. В конце выпуска каждый из судей снова должен выбрать по одному участнику, который получает право выйти в финал.
Победителя конкурса выбирают зрители путём смс-голосования.

## Жюри
Ты супер!
| Наставники          | Сезоны | Сезоны | Сезоны | Сезоны | Сезоны | Сезоны | Сезоны | Сезоны | Сезоны |
| Наставники          | 1      | 2      | 3      | 4      | 5      | 6      | 7      | 8      | 9      |
| ------------------- | ------ | ------ | ------ | ------ | ------ | ------ | ------ | ------ | ------ |
| Стас Пьеха          |        |        |        |        |        |        |        |        |        |
| Ёлка                |        |        |        |        |        |        |        |        |        |
| Виктор Дробыш       |        |        |        |        |        |        |        |        |        |
| Маргарита Суханкина |        |        |        |        |        |        |        |        |        |
| Сергей Лазарев      |        |        |        |        |        |        |        |        |        |
| Юлианна Караулова   |        |        |        |        |        |        |        |        |        |
| Игорь Крутой        |        |        |        |        |        |        |        |        |        |
| Диана Арбенина      |        |        |        |        |        |        |        |        |        |
| Алексей Воробьёв    |        |        |        |        |        |        |        |        |        |
| Ирина Дубцова       |        |        |        |        |        |        |        |        |        |
| Люся Чеботина       |        |        |        |        |        |        |        |        |        |
| Ани Лорак           |        |        |        |        |        |        |        |        |        |
| Стас Ярушин         |        |        |        |        |        |        |        |        |        |
| Алсу                |        |        |        |        |        |        |        |        |        |

## Обзор сезонов
Ты супер!
| Сезон | Премьера         | Финал           | Победитель          | Победитель           | 2 место             | 3 место              | Ведущие        | Ведущие       | Жюри             | Жюри             | Жюри              | Жюри                |
| Сезон | Премьера         | Финал           | Победитель          | Победитель           | 2 место             | 3 место              | Ведущие        | Ведущие       | 1                | 2                | 3                 | 4                   |
| ----- | ---------------- | --------------- | ------------------- | -------------------- | ------------------- | -------------------- | -------------- | ------------- | ---------------- | ---------------- | ----------------- | ------------------- |
| 1     | 11 февраля 2017  | 26 мая 2017     | Валерия Адлейба     | Валерия Адлейба      | Виталий Толочкин    | Анастасия Симоганова | Вадим Такменёв | Анастасия Пак | Стас Пьеха       | Ёлка             | Виктор Дробыш     | Маргарита Суханкина |
| 2     | 10 февраля 2018  | 25 мая 2018     | Диана Анкудинова    | Диана Анкудинова     | Вера Ярошик         | Роман Дружинин       | Вадим Такменёв | Анастасия Пак | Сергей Лазарев   | Виктор Дробыш    | Юлианна Караулова | Игорь Крутой        |
| 3     | 17 марта 2019    | 26 мая 2019     | Денберел Ооржак     | Анастасия Симоганова | Роман Дружинин      | Богдан Вандышев      | Вадим Такменёв | Анастасия Пак | Диана Арбенина   | Алексей Воробьёв | Ёлка              | Игорь Крутой        |
| 4     | 20 сентября 2020 | 15 ноября 2020  | Денберел Ооржак     | Ай-Кыс Кыргыс        | Александра Гуркина  | Анна Свирепова       | Вадим Такменёв | Анастасия Пак | Диана Арбенина   | Алексей Воробьёв | Ёлка              | Игорь Крутой        |
| 5     | 5 сентября 2021  | 31 октября 2021 | Анна Чевтаева       | Анна Чевтаева        | Софья Гога          | Таисия Комарова      | Вадим Такменёв | Анастасия Пак | Диана Арбенина   | Алексей Воробьёв | Ирина Дубцова     | Игорь Крутой        |
| 6     | 4 сентября 2022  | 30 октября 2022 | Анастасия Нагорнова | Анастасия Нагорнова  | Валерия Верногорова | Евгения Ким          | Вадим Такменёв | Анастасия Пак | Алексей Воробьёв | Диана Арбенина   | Ирина Дубцова     | Игорь Крутой        |
| 7     | 3 сентября 2023  | 29 октября 2023 | Денберел Ооржак     | Денберел Ооржак      | Таисия Комарова     | Анастасия Нагорнова  | Вадим Такменёв | Анастасия Пак | Алексей Воробьёв | Люся Чеботина    | Ани Лорак         | Игорь Крутой        |
| 8     | 1 сентября 2024  | 27 октября 2024 | Полина Ласточкина   | Полина Ласточкина    | София Докукина      | Тихон Гунько         | Вадим Такменёв | Анастасия Пак | Алексей Воробьёв | Люся Чеботина    | Ани Лорак         | Игорь Крутой        |
| 9     |                  |                 |                     |                      |                     |                      | Вадим Такменёв | Анастасия Пак | Стас Ярушин      | Диана Арбенина   | Алсу              | Игорь Крутой        |

 Ты супер! Танцы 
| Сезон | Премьера        | Финал           | Победитель        | 2 место        | 3 место                  | Жюри          | Жюри             | Жюри                 | Жюри                 |
| Сезон | Премьера        | Финал           | Победитель        | 2 место        | 3 место                  | 1             | 2                | 3                    | 4                    |
| ----- | --------------- | --------------- | ----------------- | -------------- | ------------------------ | ------------- | ---------------- | -------------------- | -------------------- |
| 1     | 2 сентября 2017 | 23 декабря 2017 | Валерия Родионова | Виктор Лукинов | Мухаммед и Никита Иванов | Егор Дружинин | Кристина Кретова | Евгений Папунаишвили | Анастасия Заворотнюк |

Ты супер! 60+
| Сезон | Премьера    | Финал        | Победитель          | Ведущие        | Ведущие       | Жюри       | Жюри           | Жюри          | Жюри              |
| Сезон | Премьера    | Финал        | Победитель          | Ведущие        | Ведущие       | 1          | 2              | 3             | 4                 |
| ----- | ----------- | ------------ | ------------------- | -------------- | ------------- | ---------- | -------------- | ------------- | ----------------- |
| 1     | 16 мая 2021 | 20 июня 2021 | Нина Делон          | Вадим Такменёв | Анастасия Пак | Стас Пьеха | Диана Арбенина | Ирина Дубцова | Игорь Крутой      |
| 2     | 15 мая 2022 | 19 июня 2022 | Михаил Рыжов        | Вадим Такменёв | Анастасия Пак | Стас Пьеха | Ирина Дубцова  | Валерия       | Ильдар Абдразаков |
| 3     | 14 мая 2023 | 18 июня 2023 | Галина Шишлянникова | Вадим Такменёв | Анастасия Пак | Стас Пьеха | Валерия        | Ирина Дубцова | Ильдар Абдразаков |

## Награды
| Год  | Награда                                             | Категория                                                           | Результат |
| ---- | --------------------------------------------------- | ------------------------------------------------------------------- | --------- |
| 2017 | Специальный приз телевизионной премии «ТЭФИ — 2017» | Развлекательная программ                                            | Победа    |
| 2017 | Премия Союза журналистов Москвы                     |                                                                     | Победа    |
| 2017 | Лучший социальный проект                            | Поддержка одарённых детей и молодёжи                                | Победа    |
| 2018 | Премия «Крылья аиста»                               |                                                                     | Победа    |
| 2019 | Конкурса «МедиаБренд»                               | Лучший вирусный ролик «Лучший проморолик развлекательной программы» | Победа    |
| 2019 | ТЭФИ — KIDS                                         | «Лучшая программа для детей»                                        | Победа    |
| 2021 | ЖАРА Kids Awards                                    | «Проект года»                                                       | Победа    |

## Критика
12 февраля 2017 года продюсеры шоу Вадим Такменёв и Тимур Вайнштейн стали гостями программы «Телехранитель» на радио «Эхо Москвы», где один из дозвонившихся спросил, кто придумал шоу. Гости ответили, что автором идеи является Вайнштейн. Через некоторое время в студию дозвонился Николай Картозия, в 2006—2012 гг. занимавший должность директора праймового вещания НТВ и поиронизировал относительно оригинальности идеи шоу и его названия, в результате чего Такменёв признал, что ранее на НТВ действительно выходил проект Картозии с похожим названием «Ты суперстар!», а сам Картозия осуществлял разработку программы, где должны были создать новую версию группы «Ласковый май».

### Комментарии
1. ↑  В 8-м выпуске 2-го сезона — Виктора Дробыша заменил Владимир Пресняков.
2. ↑  В 6-м выпуске 3-го сезона — Игоря Крутого заменил Евгений Маргулис, в первом этапе 7-го сезона — Александр Панайотов.
3. ↑  В 7-9 выпусках 3-го сезона — Алексея Воробьёва заменил Виктор Дробыш, в финале 4-го сезона — Анатолий Цой, в финале 6-го сезона — Вячеслав Макаров.